# Clan Mackintosh
El clan Mackintosh (en gaèlic escocès: Clann Mhic an Tòisich) és un clan escocès d'Inverness, Highlands. Els caps del clan Mackintosh són també caps de la Confederació de Chattan, una confederació històrica de clans.
El lema dels Mackintosh, com es pot llegir a l'escut és: No toqueu el gat sense guant.

## Història
El verb gaèlic escocès toisech significa líder i també es pot traduir com a cap. Els seanachies del clan Mackintosh diuen que el primer cap del clan va ser Shaw, segon fill de Duncan MacDuff, comte de Fife de la casa reial de Dál Riata. El 1160, Shaw MacDuff va acompanyar Malcolm IV d'Escòcia en una expedició per sufocar la rebel·lió de Morayshire. Cap al 1163, esdevé propietari del Castell d'Inverness i obtingué les terres de la vall de Findhorn. El 1179, Shaw MacDuff va ser succeït pel seu fill, també anomenat Shaw i va ser confirmat en la seva herència per Guillem I d'Escòcia.
Angus, el sisè cap del clan, es va casar el 1291 per presidir el Clan Chattan, una confederació bèl·lica de diverses tribus importants de les terres altes. Amb el clan Chattan, els Mackintosh van participar posteriorment en diversos feus territorials, inclosa la batalla de Mulroy el 1688, l'última batalla entre dues tribus, que es va perdre als MacDonald de Keppoch. El clan va donar suport inicialment a Guillem d'Orange, però finalment va fer costat al seu oponent en el primer aixecament jacobita el 1715.